# 아이케 두아르테
아이케 두아르테 올리베이라(포르투갈어: Eike Duarte Oliveira, 1997년 2월 17일 ~ )는 브라질 배우이자 가수이다.

## 영화
- 상상의 세계에 있는 수사 (2002-2004)
- TV Xuxa (2005-2007)
- 크리스마스 매일 (2006)
- 기사 디디와 릴리 공주 (2006)
- 수사 게메아스 (2006)
- 릴리 공주의 비밀 (2007)
- 중국 사업 (2008)
- 휴일 캠프 (2009-2012)
- 소년과 친구들 (2009)
- 캐리비안의 꽃 (2013)
- 가족에서 (2014)
- 진정한 사랑 (2015)
- 떠오르는 태양 (2016)
- 후아카스 (2017)
- 지금 눈을 감으면 (2018)
- 운동: 브라질의 삶 (2018-2019)
- 비행기 모드 (2020)